# Ју Ћаоганг
Ју Ћаоганг (кин: 于晓刚) је кинески еколог.

## Биографија
Дипломирала је физику на Универзитету у Нанкингу 2004. године, а инжењерство 2007. на Универзитету Флориде.

## Награде
Добитник је награде Голдман за заштиту животне средине 2006. године за његов напор у „стварању револуционарних програма управљања сливом док је истраживао и документовао социоекономски утицај брана на локалне кинеске заједнице“. Међу шест је добитника награда Рамон Магсејсеј 2009. коју многи сматрају азијским еквивалентом Нобелове награде. Магистрирао је на Азијском технолошком институту на Тајланду:
Његово (Ју Ћаоганг) интересовање за животну средину култивисано је током боравка на Академији друштвених наука Јунан, а додатно је продубљено када је похађао Азијски технолошки институт, где је магистрирао управљање сливом.